# Furggubäumhorn
Furggubäumhorn är en bergstopp i Schweiz.   Den ligger i kantonen Valais, i den södra delen av landet, 90 km sydost om huvudstaden Bern. Toppen på Furggubäumhorn är 2 985 meter över havet, eller 265 meter över den omgivande terrängen. Bredden vid basen är 0,84 km.
Terrängen runt Furggubäumhorn är huvudsakligen mycket bergig. Närmaste större samhälle är Brig, 10,2 km väster om Furggubäumhorn. 
Trakten runt Furggubäumhorn består i huvudsak av gräsmarker. Runt Furggubäumhorn är det glesbefolkat, med 10 invånare per kvadratkilometer.